# Primož Roglič
Primož Roglič   (Trbovlje, 29 d'octubre de 1989) és un ciclista eslovè, professional des del 2013 i antic saltador d'esquí. Actualment corre a l'equip Red Bull-Bora-Hansgrohe.

## Biografia

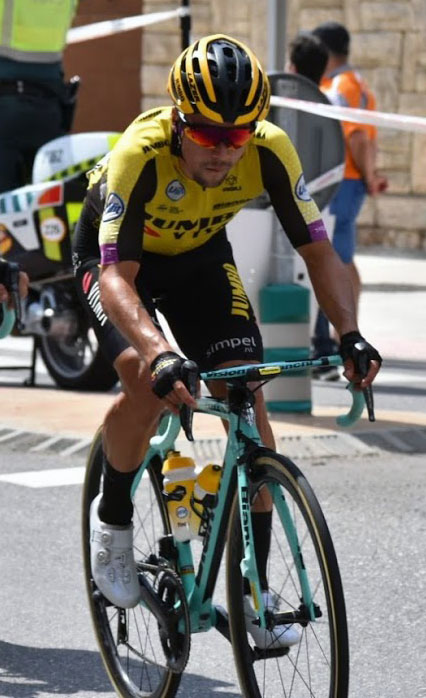
Primoz Roglic a la Volta a Espanya de 2019 al seu pas Calaf.

Abans d'esdevenir ciclista professional, havia practicat els salts d'esquí, modalitat en la qual guanyà la medalla de plata als Campionats del món júnior del 2006 i la d'or en l'edició del 2007, formant equip amb Jurij Tepeš, Mitja Mežnar i Robert Hrgota.
Com a ciclista destaquen les seves victòries a la classificació general de la Volta a Espanya de 2019, una etapa en aquesta mateixa cursa, tres etapes al Giro d'Itàlia, dues etapes al Tour de França i la general, entre d'altres de la Volta al País Basc de 2018, el Tour de Romandia de 2018 i 2019 i la Tirrena-Adriàtica de 2019.
El 2017 va guanyar la plata al Campionat del món en contrarellotge i el 2021 l'or als Jocs Olímpics de Tòquio en contrarellotge.

## Palmarès
- 2014
  - 1r a la Croàcia-Eslovènia
  - Vencedor d'una etapa al Tour de l'Azerbaidjan
- 2015
  - 1r al Tour de l'Azerbaidjan i vencedor d'una etapa
  - 1r a la Volta a Eslovènia i vencedor d'una etapa
- 2016
  -  Campió d'Eslovènia en contrarellotge
  - Vencedor d'una etapa al Giro d'Itàlia
- 2017
  - 1r a la Volta a l'Algarve
  - Vencedor de 2 etapes a la Volta al País Basc
  - Vencedor d'una etapa al Tour de Romandia
  - Vencedor d'una etapa al Ster ZLM Toer
  - Vencedor d'una etapa al Tour de França
- 2018
  -  Campió d'Eslovènia en contrarellotge
  - 1r a la Volta al País Basc i vencedor d'una etapa
  - 1r al Tour de Romandia
  - 1r Volta a Eslovènia i vencedor de 2 etapes
  - Vencedor d'una etapa a la Tirrena-Adriàtica
  - Vencedor d'una etapa al Tour de França
- 2019
  -  1r a la Volta a Espanya i vencedor d'una etapa.  1r de la Classificació per punts
  - 1r a l'UAE Tour i vencedor d'una etapa
  - 1r a la Tirrena-Adriàtica
  - 1r al Tour de Romandia i vencedor de 3 etapes
  - 1r al Giro de l'Emília
  - 1r al Tre Valli Varesine
  - Vencedor de 2 etapes al Giro d'Itàlia
- 2020
  -  Campió d'Eslovènia en ruta
  -  1r a Volta a Espanya, vencedor de 4 etapes.  1r de la Classificació per punts
  - 1r al Tour de l'Ain i vencedor de 2 etapes
  - 1r a la Lieja-Bastogne-Lieja
  - Vencedor d'una etapa al Critèrium del Dauphiné
  - Vencedor d'una etapa al Tour de França
- 2021
  -  Campió olímpic de contrarellotge als Jocs Olímpics de Tòquio[7]
  -  1r a Volta a Espanya i vencedor de 3 etapes
  - 1r a la Volta al País Basc i vencedor d'una etapa
  - 1r al Giro de l'Emília
  - 1r a la Milà-Torí
  - Vencedor de 3 etapes a la París-Niça
- 2022
  - 1r a la París-Niça i vencedor d'una etapa
  - 1r al Critèrium del Dauphiné
  - Vencedor d'una etapa a la Volta al País Basc
  - Vencedor d'una etapa a la Volta a Espanya
- 2023
  - 1r a la Tirrena-Adriàtica i vencedor de 3 etapes
  - 1r a la Volta a Catalunya i vencedor de 2 etapes.
  -  1r al Giro d'Itàlia i vencedor d'una etapa
  - 1r a la Volta a Burgos i vencedor de 2 etapes
  - 1r al Giro de l'Emília
  - Vencedor de 2 etapes a la Volta a Espanya
- 2024
  - 10è de la general a la París-Niça
  - Volta al País Basc
    - Vencedor de l'etapa 1
    -  de la 1a– etapa

  - 1r al Critèrium del Dauphiné i vencedor de 2 etapes
  -  1r a la Volta a Espanya i vencedor de 3 etapes
- 2025
  - 1r a la Volta a Catalunya i vencedor de 2 etapes

### Posició a la classificació general a les grans voltes
| Cursa | Cursa           | 2016 | 2017 | 2018 | 2019 | 2020 | 2021 | 2022 | 2023 | 2024 | 2025 |
| ----- | --------------- | ---- | ---- | ---- | ---- | ---- | ---- | ---- | ---- | ---- | ---- |
|       | Giro d'Itàlia   | 58è  | —    | —    | 3r   | —    | —    | —    | 1r   | —    | Ab.  |
|       | Tour de França  | —    | 38è  | 4t   | —    | 2n   | Ab.  | Ab.  | —    | Ab.  | 8è   |
|       | Volta a Espanya | —    | —    | —    | 1r   | 1r   | 1r   | Ab.  | 3r   | 1r   |      |

### Resultats al Giro d'Itàlia
- 2016. 58è de la classificació general. Vencedor d'una etapa
- 2019. 3r de la classificació general. Vencedor de 2 etapes
- 2023.  1r de la classificació general. Vencedor de 2 etapes
- 2025. Abandona a la 16a etapa

### Resultats al Tour de França
- 2017. 38è de la classificació general. Vencedor d'una etapa
- 2018. 4t de la classificació general. Vencedor d'una etapa
- 2020. 2n de la classificació general. Vencedor d'una etapa.  Porta el mallot groc durant 11 etapes
- 2021. No surt (9a etapa)
- 2022. No surt (15a etapa)
- 2024. No surt (15a etapa)
- 2025. 8è de la classificació general

### Resultats a la Volta Espanya
- 2019.  1r de la classificació general. Vencedor d'una etapa.  1r de la Classificació per punts
- 2020.  1r de la classificació general. Vencedor de 4 etapes.  1r de la Classificació per punts
- 2021.  1r de la classificació general. Vencedor de 3 etapes
- 2022. No surt (17a etapa). Vencedor d'una etapa.
- 2023. 3r de la classificació general. Vencedor de 2 etapes
- 2024.  1r de la classificació general. Vencedor de 3 etapes